# Aérodrome de Dangriga
L'aérodrome de Dangriga (code IATA : DGA) est un aéroport situé à 1 km au nord de Dangriga, district de Stann Creek, Belize.

## Situation
| Belize City (International) Belize City (National) Belmopan‎ Big Creek Caye Caulker Caye Chapel Corozal Dangriga Independence/Savannah Orange Walk‎ Town Placencia‎ Punta Gorda San Ignacio‎ San Pedro‎ Sarteneja Silver Creek |

## Compagnies et destinations
| Compagnies      | Destinations                                                                               |
| --------------- | ------------------------------------------------------------------------------------------ |
| Maya Island Air | Belize City-P. S. W. Goldson, Belize City (Municipal), Placencia, Statesville, Punta Gorda |

Édité le 02/07/2017